# Mangora itza
Mangora itza là một loài nhện trong họ Araneidae.
Loài này thuộc chi Mangora. Mangora itza được Herbert Walter Levi miêu tả năm 2005.